# Tyrrell 007
Tyrrell 007 – samochód Formuły 1 zaprojektowany przez Dereka Gardnera i skonstruowany przez Tyrrella. Samochód był używany w sezonach 1974-1977. Samochód był napędzany przez jednostki Cosworth.

## Wyniki
| Legenda oznaczeń w tabelach wyników Wyświetl szablon na nowej stronie | Legenda oznaczeń w tabelach wyników Wyświetl szablon na nowej stronie                                                                     |
| Oznaczenie                                                            | Wyjaśnienie |
| --------------------------------------------------------------------- | --- |
| Złoty                                                                 | Zwycięzca lub mistrzostwo |
| Srebrny                                                               | 2. miejsce lub wicemistrzostwo |
| Brązowy                                                               | 3. miejsce lub II wicemistrzostwo |
| Zielony                                                               | Ukończył, punktował (w klasyfikacji generalnej, gdy zdobył co najmniej jeden punkt na przestrzeni sezonu, poza trzema powyższymi opcjami) |
| Niebieski                                                             | Ukończył, nie punktował (w klasyfikacji generalnej, gdy nie zdobył co najmniej jednego punktu na przestrzeni sezonu)                      |
| Czerwony                                                              | Nie zakwalifikował się (NZ) |
| Czerwony                                                              | Nie prekwalifikował się (NPK) |
| Różowy                                                                | Nie ukończył (NU) |
| Różowy                                                                | Niesklasyfikowany (NS) (w klasyfikacji generalnej, gdy nie został sklasyfikowany w żadnym wyścigu sezonu)                                 |
| Czarny                                                                | Zdyskwalifikowany (DK) |
| Czarny                                                                | Wykluczony (WYK/EX) |
| Biały                                                                 | Nie wystartował (NW) |
| Biały                                                                 | Kontuzjowany (K/INJ) |
| Biały                                                                 | Wyścig odwołany (OD/C) |
| Bez koloru                                                            | Został wycofany (WYC/WD) |
| Bez koloru                                                            | Nie przybył (NP/DNA) |
| Bez koloru                                                            | Nie brał udziału w treningach (NT/DNP) |
| Bez koloru                                                            | Nie został zgłoszony (–) |
| Pogrubienie                                                           | Start z pole position |
| Kursywa                                                               | Najszybsze okrążenie wyścigu |
| †                                                                     | Nie ukończył, ale jego rezultat został zaliczony ze względu na przejechanie więcej niż 90% dystansu wyścigu.                              |
| *                                                                     | Sezon w trakcie |
| 1/2/3                                                                 | Punktowana pozycja w sprincie kwalifikacyjnym                                                                                             |
| Lista systemów punktacji Formuły 1                                    | |

| Sezon | Zespół                | Silnik   | Kierowcy                 | Wyniki w poszczególnych eliminacjach | Wyniki w poszczególnych eliminacjach | Wyniki w poszczególnych eliminacjach | Wyniki w poszczególnych eliminacjach | Wyniki w poszczególnych eliminacjach | Wyniki w poszczególnych eliminacjach | Wyniki w poszczególnych eliminacjach | Wyniki w poszczególnych eliminacjach | Wyniki w poszczególnych eliminacjach | Wyniki w poszczególnych eliminacjach | Wyniki w poszczególnych eliminacjach | Wyniki w poszczególnych eliminacjach | Wyniki w poszczególnych eliminacjach | Wyniki w poszczególnych eliminacjach | Wyniki w poszczególnych eliminacjach | Wyniki w poszczególnych eliminacjach | Wyniki w poszczególnych eliminacjach | Wyniki kierowców | Wyniki kierowców | Wyniki konstruktora | Wyniki konstruktora |
| 1974  |                       |          |                          | Argentyna                            | Brazylia                             |                                      |                                      | Belgia                               | Monako                               | Szwecja                              | Holandia                             | Francja                              | Wielka Brytania                      | Niemcy                               | Austria                              | Włochy                               | Kanada                               | Stany Zjednoczone                    |                                      |                                      | Pkt.             | Msc.             | Pkt.                | Msc.                |
| ----- | --------------------- | -------- | ------------------------ | ------------------------------------ | ------------------------------------ | ------------------------------------ | ------------------------------------ | ------------------------------------ | ------------------------------------ | ------------------------------------ | ------------------------------------ | ------------------------------------ | ------------------------------------ | ------------------------------------ | ------------------------------------ | ------------------------------------ | ------------------------------------ | ------------------------------------ | ------------------------------------ | ------------------------------------ | ---------------- | ---------------- | ------------------- | ------------------- |
| 1974  | Elf Team Tyrrell      | Cosworth | Jody Scheckter           |                                      |                                      |                                      | 5                                    | 3                                    | 2                                    | 1                                    | 5                                    | 4                                    | 1                                    | 2                                    | NU                                   | 3                                    | NU                                   | NU                                   |                                      |                                      | 45               | 3                | 48 (52)             | 3                   |
| 1974  | Elf Team Tyrrell      | Cosworth | Patrick Depailler        |                                      |                                      |                                      |                                      | NU                                   |                                      | 2                                    | 6                                    |                                      | NU                                   | NU                                   | NU                                   | 11                                   | 5                                    | 6                                    |                                      |                                      | 10 (14)          | 9                | 48 (52)             | 3                   |
| 1975  |                       |          |                          | Argentyna                            | Brazylia                             |                                      |                                      | Monako                               | Belgia                               | Szwecja                              | Holandia                             | Francja                              | Wielka Brytania                      | Niemcy                               | Austria                              | Włochy                               | Stany Zjednoczone                    |                                      |                                      |                                      | Pkt.             | Msc.             | Pkt.                | Msc.                |
| 1975  | Elf Team Tyrrell      | Cosworth | Jody Scheckter           | 11                                   | NU                                   | 1                                    | NU                                   | 7                                    | 2                                    | 7                                    | 16                                   | 9                                    | 3                                    | NU                                   | 8                                    | 8                                    | 6                                    |                                      |                                      |                                      | 20               | 7                | 25                  | 5                   |
| 1975  | Elf Team Tyrrell      | Cosworth | Patrick Depailler        | 5                                    | NU                                   | 3                                    | NU                                   | 5                                    | 4                                    | 12                                   | 9                                    | 6                                    | 9                                    | 9                                    | 11                                   | 7                                    | NU                                   |                                      |                                      |                                      | 12               | 9                | 25                  | 5                   |
| 1975  | Elf Team Tyrrell      | Cosworth | Jean-Pierre Jabouille    | –                                    | –                                    | –                                    | –                                    | –                                    | –                                    | –                                    | –                                    | –                                    | 12                                   | –                                    | –                                    | –                                    | –                                    |                                      |                                      |                                      | 0                | NS               | 25                  | 5                   |
| 1975  | Elf Team Tyrrell      | Cosworth | Michel Leclère           | –                                    | –                                    | –                                    | –                                    | –                                    | –                                    | –                                    | –                                    | –                                    | –                                    | –                                    | –                                    | –                                    | NU                                   |                                      |                                      |                                      | 0                | NS               | 25                  | 5                   |
| 1975  | Lexington Racing      | Cosworth | Ian Scheckter            | –                                    | –                                    | NU                                   | –                                    | –                                    | –                                    |                                      |                                      | –                                    | –                                    | –                                    | –                                    | –                                    | –                                    |                                      |                                      |                                      | 0                | NS               | 25                  | 5                   |
| 1976  |                       |          |                          | Brazylia                             |                                      | Stany Zjednoczone                    |                                      | Belgia                               | Monako                               | Szwecja                              | Francja                              | Wielka Brytania                      | Niemcy                               | Austria                              | Holandia                             | Włochy                               | Kanada                               | Stany Zjednoczone                    | Japonia                              |                                      | Pkt.             | Msc.             | Pkt.                | Msc.                |
| 1976  | Elf Team Tyrrell      | Cosworth | Jody Scheckter           | 5                                    | 4                                    | NU                                   | NU                                   |                                      |                                      |                                      |                                      |                                      |                                      |                                      |                                      |                                      |                                      |                                      |                                      |                                      | 5 (49)           | 3                | 13 (71)             | 3                   |
| 1976  | Elf Team Tyrrell      | Cosworth | Patrick Depailler        | 2                                    | 9                                    | 3                                    |                                      |                                      |                                      |                                      |                                      |                                      |                                      |                                      |                                      |                                      |                                      |                                      |                                      |                                      | 10 (39)          | 4                | 13 (71)             | 3                   |
| 1976  | Lexington Racing      | Cosworth | Ian Scheckter            | –                                    | NU                                   | –                                    | –                                    | –                                    | –                                    | –                                    | –                                    | –                                    | –                                    | –                                    | –                                    | –                                    | –                                    | –                                    | –                                    |                                      | 0                | NS               | 13 (71)             | 3                   |
| 1976  | Scuderia Gulf Rondini | Cosworth | Alessandro Pesenti-Rossi | –                                    | –                                    | –                                    | –                                    | –                                    | –                                    | –                                    | –                                    | –                                    | 14                                   | 11                                   | NZ                                   | 18                                   | –                                    | –                                    | –                                    |                                      | 0                | NS               | 13 (71)             | 3                   |
| 1976  | ÖASC Racing Team      | Cosworth | Otto Stuppacher          | –                                    | –                                    | –                                    | –                                    | –                                    | –                                    | –                                    | –                                    | –                                    | –                                    | –                                    | –                                    | NW                                   | NZ                                   | NZ                                   | –                                    |                                      | 0                | NS               | 13 (71)             | 3                   |
| 1976  | Heros Racing          | Cosworth | Kazuyoshi Hoshino        | –                                    | –                                    | –                                    | –                                    | –                                    | –                                    | –                                    | –                                    | –                                    | –                                    | –                                    | –                                    | –                                    | –                                    | –                                    | NU                                   |                                      | 0                | NS               | 13 (71)             | 3                   |
| 1977  |                       |          |                          | Argentyna                            | Brazylia                             |                                      | Stany Zjednoczone                    |                                      | Monako                               | Belgia                               | Szwecja                              | Francja                              | Wielka Brytania                      | Niemcy                               | Austria                              | Holandia                             | Włochy                               | Stany Zjednoczone                    | Kanada                               | Japonia                              | Pkt.             | Msc.             | Pkt.                | Msc.                |
| 1977  | Meritsu Racing Team   | Cosworth | Kunimitsu Takahashi      | –                                    | -                                    | –                                    | –                                    | –                                    | –                                    | –                                    | –                                    | –                                    | –                                    | –                                    | –                                    | –                                    | –                                    | –                                    | –                                    | 9                                    | 0                | NS               | 0                   | NS                  |